# 1023年
| 千纪： | 2千纪 |
| 世纪： | 10世纪 \| 11世纪 \| 12世纪                                                                                 |
| 年代： | 990年代 \| 1000年代 \| 1010年代 \| 1020年代 \| 1030年代 \| 1040年代 \| 1050年代                            |
| 年份： | 1018年 \| 1019年 \| 1020年 \| 1021年 \| 1022年 \| 1023年 \| 1024年 \| 1025年 \| 1026年 \| 1027年 \| 1028年 |
| 纪年： | 癸亥年（猪年）；契丹太平三年；北宋天圣元年；大理明通元年；越南順天十四年；日本治安三年                     |

## 大事记
- 来自意大利南部天主教小国阿马尔菲的商人在圣地耶路撒冷已毁的医院原址建立教堂和医院，并采用阿马尔菲的白十字国徽（马耳他十字）作为院徽。此乃圣约翰救护机构徽号的起源。
- 北宋政府发行世界上第一种由政府发行的纸币：交子。
- 通州改称崇州，又名崇川

## 出生
- 劉祁，寫下《歸潛志》

## 逝世
- 10月24日——寇准，中国北宋政治家（961年出生，62岁）
- 蕭排押